# 萬
萬是一個數字單位，等值為10000(104)。萬是東亞文化一個非常重要的單位，由於古中國是以4位為一組，有別於現代西方文化以3位為一組的分法。

## 東亞文化
萬是在東亞漢字文化圈的一個重要數字單位。由於中国古代以4位數為分類，104為萬，108為億，1012為兆，1016為京，如此類推。例外是，在越南和中国大陆，萬依然是10000，但兆表示一百万 (1,000,000)。
中文的萬字在甲骨文、金文、篆文等是使用蠍子的象形，直到隸書之後，才改成艸為部首的造型，並使用至今。
新加坡和馬來西亞日常不使用萬為單位以方便与英文或马来文翻译，若遇上5位數字，會以「十千」為表示。此用法是由英文使用“k”（"kilo-"）前缀代表一千（1000），例如30,000简写成“30k”，华語则读作“三十千”（在新、馬以外的地方读作“三万”）。
「萬」亦有數量龐大的意思，在成語和熟語中皆有大量用例，包括「千軍萬馬」、「萬歲」等。但萬里長城是實指長城約長一萬里，不是虛指數量龐大。

## 歐洲
歷史上，英語中稱“萬”為myriad，是源自古希臘語即μυριάς (myrias)，標記方式是M(M bar)，但這個含義現已幾乎不用，該詞現在更多表示“數量龐大、無數”的含義。
法国米制原有myria-（万，简写my）词头，但未能进入国际单位制。
现代希腊语不直接使用“万”词，但还会在大数名上使用。例如一百万叫做εκατομμύριο（一百个“万”）、十亿叫做δισεκατομμύριο（二重一百万，是从法语billion和million的“二”关系借译出）。

## 突厥/蒙古
突厥人和蒙古人常用Tümen（万，音译为图们）来计数人口、军队等，详见万户制。

## 各语言对应词汇
- 英文：Myriad
- 台语：Ban/Man
- 广东话：Maan
- 韩语：Man
- 日语：Ban/Man
- 越南语：Van
- 萨摩亚语：Mano
- 东加语：Mano
- 夏威夷语：Mano (指4000)
- 毛利语：Mano (指1000)
- 俄罗斯语：T'ma [來源請求]
- 蒙古语：Tümen
- 土耳其语：Tümen